# Claude Ruel
Pour les articles homonymes, voir Ruel.
Claude Ruel est un entraîneur de hockey sur glace né le 12 septembre 1938 à Sherbrooke, Québec, Canada et mort le 9 février 2015 à Longueuil. 
Il a été deux fois entraîneur pour les Canadiens de Montréal : de 1968 à 1970 puis de 1979 à 1981. Il a mené l'équipe à la Coupe Stanley en 1969.